# Tacarigua (paroisse civile)
Pour les articles homonymes, voir Tacarigua.
Tacarigua est l'une des trois paroisses civiles de la municipalité de Carlos Arvelo dans l'État de Carabobo au Venezuela. Sa capitale est Central Tacarigua.

## Géographie

### Démographie
La paroisse civile, outre sa capitale Central Tacarigua, comporte les localités suivantes :
- Boquerón
- Central Tacarigua
- Chaguaramos
- El Frío
- El Portachuelo
- El 25
- García
- Las Minas
- Las Tiamitas
- Maruria
- Noguera
- Verdún